# Махширин
«Махширин», др.-евр. מכשירין‬, makhshirin (мн. ч. от מכשיר‬, букв. «приспособление») — трактат Мишны, восьмой в разделе «Техарот». Трактат разбирает, при каких условиях увлажнение «приспосабливает» пищевые вещества к восприятию ритуальной нечистоты.

## Предмет рассмотрения
В Моисеевом законе сказано, что пищевые продукты в сухом виде ритуальную нечистоту не воспринимают, но при увлажнении становятся восприимчивыми к нечистоте:

Если же которое-нибудь из них [нечистых пресмыкающихся животных] упадет в какой-нибудь глиняный сосуд, то находящееся в нем будет нечисто, и самый [сосуд] разбейте. Всякая пища, которую едят, на которой была вода [из такого сосуда], нечиста будет [для вас], и всякое питье, которое пьют, во всяком [таком] сосуде нечисто будет. И если что-нибудь от трупа их упадет на какое-либо семя, которое сеют, то оно чисто; если же тогда, как вода налита на семя, упадет на него что-нибудь от трупа их, то оно нечисто для вас.
— Лев. 11:33, 34, 37, 38
При толковании этого закона стих Лев. 11:34 рассматривается в отрыве от контекста, при этом слово «нечиста» понимается в смысле «способна воспринимать нечистоту», «восприимчива к нечистоте». Тогда это предложение принимает вид: «Всякая пища, которую едят, на которой была вода, будет восприимчива к нечистоте, и всякое питье, которое пьют, во всяком сосуде будет восприимчиво к нечистоте». Исходя из этого, галаха делает вывод о том, что увлажнение пищи представляет акт, приспособляющий (מכשיר‬) её к принятию нечистоты. «Приспособляющей» силой обладают только семь родов жидкостей: вода, роса, вино, оливковое масло, кровь, молоко и пчелиный мёд; другие жидкости, например, фруктовый сок, не делают смоченные ими вещества восприимчивыми к нечистоте.
Особое внимание уделяется толкованию слов из стиха Лев. 11:38: «тогда, как налита (вода на семя)» (וכי יתן מים על זרע); обсуждению связанных с этим вопросов, собственно и посвящено основное содержание трактата. Из слова «налита» делается вывод о том, что увлажнение продуктов делает их восприимчивыми к нечистоте, только если это связано с желанием владельца. Маймонид понимает так, что владелец, как выражается Мишна, «радуется» увлажнению продуктов; если же владелец почему-либо «не рад» тому, что они смочены водой, то они не становятся способными к принятию нечистоты.. Другие комментаторы понимают это шире: если вода была перемещена по желанию владельца продуктов, то, хотя бы их увлажнение не входило в его намерения, они всё равно становятся восприимчивыми. Это понимание, более правильное, о чём свидетельствует, например, случай с человеком, побывавшим под дождём (Мишна, 4:2): если вода просто стекла с человека на продукты, то они чисты, но если он отряхнулся, то случайно попавшая на продукты вода делает их восприимчивыми, так как переместилась по его желанию.
С другой стороны: если дождь намочил продукты без участия владельца, то всё зависит от его желания: если радуется, они восприимчивы, если нет — чисты. Мишна приводит особое мнение рабби Иехуды, который считает, что такое различие не может быть вызвано одним желанием: продукты, считает он, будут нечисты только если владелец, например, разложил их, чтобы лучше увлажнялись.
Если движение воды не было основной целью действия, а лишь побочным эффектом, то вода, согласно мнению законоучителей, восприимчивость не приносит. Например: если кто-то, находясь в воде, брызгал на товарища, то брызги сообщают восприимчивость, но если просто плавал, то не сообщают (Мишна, 5:2). Также: если увлажнение произошло в качестве побочного эффекта и без движения воды, то восприимчивость не сообщается, например, если кто-то прячет в воде продукты от воров, потому что здесь цель — не увлажнить их, а спрятать. Интересен случай, описанный в Мишне, 1:6: жители Иерусалима во время Иудейской войны спрятали от сикариев свои прессованные смоквы в воде, и их признали чистыми. Отсюда видно, что даже в условиях войны и голода иерусалимцы не забывали о соблюдении законов ритуальной чистоты..
Л. Каценельсон предположил, что указанные условия «приспособления» не были сразу приняты всеми законоучителями, основывая своё предположение на приведённых в Мишне, 1:3 словах некоего Аббы Иосе Холикофри: "תמה עצמך אם יש משקה טמא בתורה, עד שיתכון ויתן, שנאמר "וכי יותן מים על זרע. Обычно их переводят, согласуя с принятым толкованием: «я сомневаюсь, что какая-либо жидкость может принести, согласно Торе, нечистоту, пока она не налита с намерением, ибо сказано: если будет налита вода на семя». Каценельсон предлагает перевод с противоположным смыслом: «Удивительное дело! Разве есть в Торе намёк на то, что жидкость приспособляет в нечистоте только, когда её поливают сознательно? Ведь сказано просто: если будет налита вода на семя» — и делает вывод, что старая галаха, которой придерживался Абба Иосе, не признавала влияния субъективного чувства на акт приспособления.

## Содержание
Трактат «Махширин» состоит из 6 глав и 54 параграфов.
- Первая глава рассматривает ситуации, когда человек отряхивает воду с дерева, с пучка зелени и т. п.; и приходит к выводу, что, даже если у человека при этом не было желания увлажнить пищу, пища, увлажнённая такой водой, всё же восприимчива к нечистоте — так как имело место сознательное действие, направленное на воду.
- Вторая глава начинается с вопроса о ритуальной чистоте конденсата и приходит к выводу, что о ней судят, исходя из состояния ближайшего водного источника: если источник чист, то и образовавшийся поблизости конденсат чист; и наоборот. Далее, по характерной для Талмуда ассоциации идей, рассматриваются другие случаи, когда сомнение разрешается от наибольшей вероятности: например, если в городе большинство жителей евреи, то подкидыш считается евреем; рабби Иехуда с этим не согласен, считая более вероятным, что ребёнка подкинут язычники.
- Третья — пятая главы продолжают рассматривать различные случаи увлажнения пищи.
- Шестая глава разбирает, какие вообще жидкости следует считать чистыми или нечистыми.